# Émile Compard
Émile Compard, né à Paris le 13 octobre 1900 et mort à Nogent-sur-Marne le 29 juin 1977, est un artiste-peintre et un sculpteur français.

## Biographie
Émile Compard est élève de l’École des beaux-arts de Paris, de l’Académie Julian (1916) et fréquentera plus tard l’atelier de Pedro Araújo. Il produit en 1919 une première œuvre, une sculpture.
Dans sa première période, figurative, Compard est influencé par Pierre Bonnard et avec qui il échange des toiles sur une idée de Félix Fénéon : les trois hommes deviennent amis. Peintre de nus et de paysages, il est fasciné par l’automobile. Il expose au Salon des indépendants en 1926, puis, l'année suivante, monte sa première exposition personnelle présentée par Fénéon dans une galerie de Montparnasse.
Durant les années 1920-1930, il fréquente régulièrement la Bretagne : d'abord Le Faouët, puis Doëlan à partir de 1936. Il est encouragé par Matisse et tout particulièrement par Jean Paulhan.
En 1930, il participe à une exposition de groupe au MoMA et aux Sezession de Munich, Berlin et Düsseldorf. En 1934, il obtient le prix d'Afrique de Nord décerné par la ville de Paris. En 1936, une exposition de groupe au Petit Palais à Paris lui donne l'occasion de se lier avec Pierre Tal-Coat.
Il réalise une fresque de 132 m2 pour l’Exposition universelle de Paris de 1937 dont l'étude préliminaire est conservée dans les collections du Centre Pompidou.
En 1947, son œuvre entre au musée national d'art moderne, l'année même de sa fondation.
Après guerre, Compard connaît une seconde période très différente : épris de philosophie et influencé par le taoïsme, il s’oriente vers la non figuration après 1946 et devient l’un des chefs de file de l’abstraction française d’après-guerre. Il est proche de Pierre Tal Coat, Georges Mathieu et surtout Jean Degottex et Henri Michaux. Le critique Charles Estienne, le galeriste Julien Alvard et l'écrivain Jean Lescure, entre autres, lui consacrent des textes.
En 1960, il expose à la biennale de Venise et en 1967, il succède à Jean Fautrier en tant que membre de la fondation Félix Fénéon.

## Œuvres
- Doélan, chalutier au mouillage[3], non localisé
- Vent des siècles (1972), FDAC Val-de-Marne.
- Musée des beaux-arts de Brest[4] :
  - Nature morte aux crabes, 1938, huile sur toile, 54,2 x 73,1 cm ;
  - Brest et la rade vus de l'ancien musée, 1938, huile sur toile, 50,3x 65,2 cm ;
  - Christ aux outrages, 1943, huile sur toile, 61 x 50.

## Expositions
- 1952 : Palais des beaux-arts de Bruxelles
- 1956 : L'île des hommes errants, galerie Kléber, Paris
- 1960 : Antagonismes, musée des arts décoratifs de Paris
- 1967 : L'âge du jazz, musée Galliera
- 1972 : Exposition internationale de sculptures de Carrare (Italie)
- 1973 : Maison de la culture de Saint-Étienne
- 1974 : Musée des beaux-arts de Pau
- 1974 : Jean Paulhan à travers ses peintres, Grand-Palais, Paris
- 1978 : Hommage à Julien Alvard, château d'Ancy-le-Franc
- 1984 : Charles Estienne et l'art à Paris 1945-1966, CNAP, Paris
- 1989 : Rétrospective au salon annuel de la Société lorientaise des beaux-arts
- 1999 : Rétrospective au musée du Faouët (Morbihan)